# شهرستان تونگشو
شهرستان تونگشو (به لاتین: Tongxu County) یک شهرستان‌های جمهوری خلق چین در چین است که در کایفنگ واقع شده‌است.